# Cenophengus guerrerensis
Cenophengus guerrerensis är en skalbaggsart som beskrevs av Juan A. Zaragoza 1991. Cenophengus guerrerensis ingår i släktet Cenophengus och familjen Phengodidae. Inga underarter finns listade i Catalogue of Life.